# Eccellenza Molise 2005-2006
Il campionato italiano di calcio di Eccellenza regionale 2005-2006 è stato il quindicesimo organizzato in Italia. Rappresenta il sesto livello del calcio italiano.
Questi sono i gironi organizzati dal comitato regionale della regione Molise.

## Classifica finale
|  | Pos. | Squadra                            | Pt | G  | V  | N | P  | GF | GS | DR  |
|  | ---- | ---------------------------------- | -- | -- | -- | - | -- | -- | -- | --- |
|  | 1.   | A.C. Petacciato                    | 73 | 30 | 23 | 4 | 3  | 56 | 19 | +37 |
|  | 2.   | U.S. Termoli                       | 69 | 30 | 21 | 6 | 3  | 62 | 19 | +43 |
|  | 3.   | Pol. Olympia Agnonese              | 65 | 30 | 19 | 8 | 3  | 58 | 23 | +35 |
|  | 4.   | S.S. Sesto Campano                 | 56 | 30 | 17 | 5 | 8  | 55 | 35 | +20 |
|  | 5.   | A.S. Trivento                      | 52 | 30 | 16 | 4 | 10 | 42 | 31 | +11 |
|  | 6.   | F.C. Guglionesi                    | 48 | 30 | 13 | 9 | 8  | 40 | 30 | +10 |
|  | 7.   | U.S. Campobasso 1919               | 39 | 30 | 11 | 6 | 13 | 39 | 36 | +3  |
|  | 8.   | A.S.D. Frosolone                   | 38 | 30 | 10 | 8 | 12 | 39 | 45 | -6  |
|  | 9.   | U.S. Ciorlano                      | 38 | 30 | 11 | 5 | 14 | 34 | 44 | -10 |
|  | 10.  | Pol. Civitas                       | 37 | 30 | 10 | 7 | 13 | 40 | 54 | -14 |
|  | 11.  | A.S. San Giacomo Basso Molise      | 36 | 30 | 10 | 6 | 14 | 41 | 48 | -7  |
|  | 12.  | Pol. Roccaravindola                | 35 | 30 | 9  | 8 | 13 | 42 | 51 | -9  |
|  | 13.  | A.S. Gioventù Comunità Monti Dauni | 27 | 30 | 7  | 6 | 17 | 27 | 44 | -17 |
|  | 14.  | S.S. Campobasso Calcio             | 27 | 30 | 7  | 6 | 17 | 35 | 57 | -22 |
|  | 15.  | A.S. Campomarino M.C.              | 24 | 30 | 6  | 6 | 18 | 36 | 57 | -21 |
|  | 16.  | A.P. Ripalimosani                  | 8  | 30 | 2  | 2 | 26 | 16 | 69 | -53 |

## Spareggi

### Play-off

#### Semifinali
| Squadra 1         | Totale | Squadra 2        | Andata | Ritorno |
| ----------------- | ------ | ---------------- | ------ | ------- |
| Atletico Trivento | 1 - 1  | Termoli          | 0 - 0  | 1 - 1   |
| Sesto Campano     | 3 - 3  | Olympia Agnonese | 3 - 1  | 0 - 2   |

##### Andata
| Trivento 30 aprile 2006 | Atletico Trivento | 0 – 0 | Termoli |  |

| Sesto Campano 30 aprile 2006 | Sesto Campano | 3 – 1 | Olympia Agnonese |  |

##### Ritorno
| Termoli 7 maggio 2006 | Termoli | 1 – 1 | Atletico Trivento |  |

| Agnone 7 maggio 2006 | Olympia Agnonese | 2 – 0 | Sesto Campano |  |

#### Finale
| Squadra 1        | Risultato | Squadra 2 |
| ---------------- | --------- | --------- |
| Olympia Agnonese | 3 - 1     | Termoli   |

| Campobasso 14 maggio 2006 | Olympia Agnonese | 3 – 1 | Termoli |  |

### Play-out
| Squadra 1         | Totale | Squadra 2      | Andata | Ritorno |
| ----------------- | ------ | -------------- | ------ | ------- |
| Campomarino M.C.  | 1 - 3  | Roccaravindola | 0 - 1  | 1 - 2   |
| Calcio Campobasso | 2 - 2  | Monti Dauni    | 0 - 1  | 2 - 1   |

#### Andata
| Campomarino 30 aprile 2006 | Campomarino M.C. | 0 – 1 | Roccaravindola |  |

| Campobasso 30 aprile 2006 | Campobasso | 0 – 1 | Monti Dauni |  |

#### Ritorno
| Roccaravindola 7 maggio 2006 | Roccaravindola | 2 – 1 | Campomarino M.C. |  |

| Castelnuovo della Daunia 7 maggio 2006 | Monti Dauni | 1 – 2 | Campobasso |  |